# Provincia de Petsamo
La provincia de Petsamo (en finés: Petsamon lääni, en sueco: Petsamo län) fue una provincia de Finlandia desde 1921 hasta 1922.
En 1921, la Rusia soviética cedió el área de Péchenga a Finlandia como resultado de la ocupación finlandesa de esas tierras y la incapacidad de Rusia de luchar por ellas debido a la guerra civil en Rusia. En 1922, se fusionó con la provincia de Oulu. En 1938, Laponia se separó de la provincia de Oulu y el área de Petsamo se convirtió en parte de la nueva provincia de Laponia. En la guerra de invierno de 1939-1940, la Unión Soviética ocupó Petsamo pero regresó el área a Finlandia después del acuerdo de paz de Moscú en 1940 (Viipuri fue cedido a la Unión Soviética). En 1944, toda la antigua provincia de Petsamo fue cedida a la Unión Soviética como parte del acuerdo preliminar de paz entre Finlandia y los aliados.

## Municipios
- Petsamo

## Gobernadores
- Ilmari Helenius (1921)

- Datos: Q1321062